# Vattenmannen och Speed
Vattenmannen och Speed är en svensk duo som bildades 2009 och består av Robert Cronsioe (Vattenmannen) och Tomas Hirdman (Speed). Duon har gett ut skivan Vattenmannen och Speed och vattenmannen och speed på semester samt Vattenmannens julskiva. och även producerat en serie TV-program som under 2011 sändes av Utbildningsradion. Karaktären Vattenmannen är utrustad som en tungdykare, iförd en sliten torrdräkt och en hemmagjord dykarhjälm tillverkad av en kastrull, medan Speed är en grodman, iförd en glansig våtdräkt och simfenor. Vattenmannen sjunger och spelar synthesizer och gitarr, medan Speed sjunger och spelar övriga instrument. All musik och text är komponerad av Tomas Hirdman. Duon har under flera år turnerat runt Sverige och spelat på skolor, konserthus och diverse event. Deras Vattmobil är full med diverse attiraljer. 2016 stod också Vattenmannens vattenhusvagn färdig. Under senare år har också karaktären Mormor kommit med. Mormor är 106 år, bor i Blackeberg och är en av Sveriges äldsta personer. 

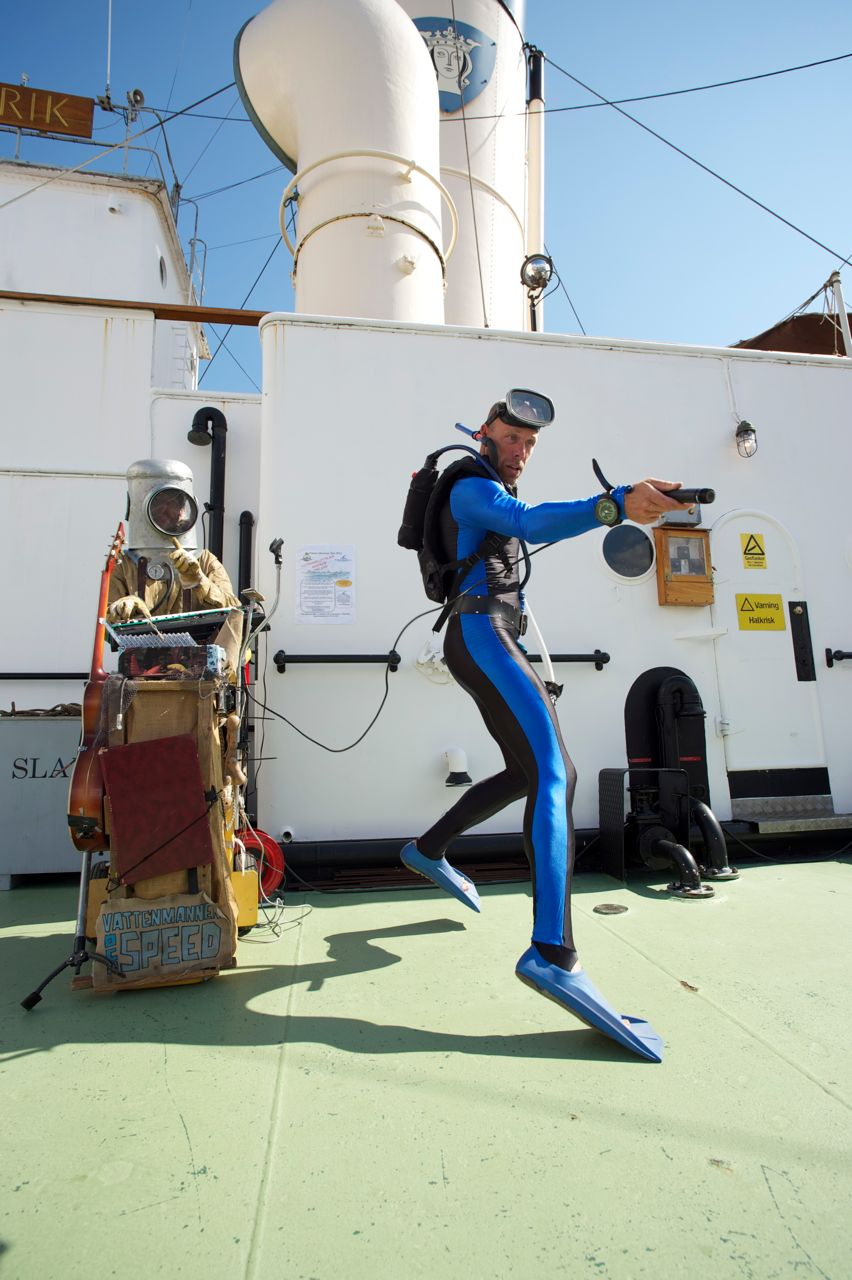
Vattenmannen och Speed under ett framträdande på isbrytaren S/S Sankt Erik i Stockholm 2012.

## TV-serien
Huvudhandlingen i TV-serien kretsar kring vännerna Vattenmannen och Speed som bor i ett undervattensskepp nere på havets botten. Ett genomgående tema är vatten, marint liv och miljöfrågor som Vattenmannen och Speed diskuterar och funderar kring. Mycket av handlingen kretsar kring hållbar utveckling, miljöförstöring och överfiske. Ofta har diskussionerna sitt ursprung i något de hör på radio, speciellt i Vatten-nyheterna som presenteras av Amanda Lear (spelad av Johanna Westman). För att ta reda på hur saker och ting ligger till tar de sig upp till ytan och talar med fiskare eller experter på vatten och marint liv. Väl nere i sitt undervattensskepp igen spelar Vattenmannen och Speed en låt kring det som de lärt sig. Som karaktärer är Vattenmannen oftast tystlåten och kan emellanåt framstå som lite bortkommen och osäker, medan Speed istället ofta är alltför säker på sin sak.

## Musik
Musiken på skivan Vattenmannen och Speed (2011) är influerad av reggae och soul, och blandar låtar med dialoger mellan Vattenmannen och Speed. Låtarna handlar om att vara dykare, vad vatten är och om överfiskning och miljöförstöring.

## Avsnitt i TV-serien Vattenmannen och Speed[3]
1. Vattnets kretslopp
2. Bottendöd
3. Marinarkeologi
4. Utfiskning
5. Vågkraft
6. Hajar i Sverige
7. Vem städar havet?
8. H2O - vattnets former

## Låtlista, CD-skivan Vattenmannen och Speed[5]
1. Vattenjazz
2. Det var så jag träffade Vattenmannen
3. Dykare
4. Samma vatten
5. Elektricitet
6. Hajen kommer
7. Här är så vackert
8. H2O
9. Ta det lite lugnt
10. Vattendub